# Polüperkhón
Polüperkhón (görögül Πολυπέρχων; Tymphaea, i. e. 394 k. – i. e. 303 k.) ókori makedón katonatiszt, Nagy Sándor hadvezére, majd halála után a birodalmát megöröklő diadokhoszok egyike. Azok közé tartozott, akik fenn kívánták tartani a makedón királyi ház uralmát és a birodalom egységét. Kr. e. 319-től néhány évig a birodalomalapító féltestvére, III. Philipposz és utószülött fia, IV. Alexandrosz mellett volt régens, de élete végére elveszítette címét és befolyását, és csak kisebb peloponnészoszi területek maradtak uralma alatt.

## Pályája kezdetei
Élete nagy részéről semmit sem tudunk azon túl, hogy a Haliakmón felső forrásvidékén lévő, általában Épeiroszhoz sorolt Tümphaia vidékéről származott, amit II. Philipposz makedón király Kr. e. 350 körül olvasztott Makedóniába. Amikor III. Alexandrosz (Nagy Sándor) Kr. e. 334-ben megkezdte hadjáratát a perzsa Akhaimenida Birodalom ellen, seregében szolgált a tümphaiai alakulatban. A Kr. e. 331-es gaugamélai csatában már alakulatparancsnok volt, önálló hadvezérként pedig először Kr. e. 326-ban hallunk róla, amikor a gandhárai Szuát-völgyben elfoglalta Ora városát. Ez kötvetően, az Indus-völgyi hadjárat alatt jó barátja, a hozzá hasonlóan konzervatívnak számító, despotikus keleti uralmi formát ellenző Kraterosz alatt szolgált, és kettejük serege még a főerők előtt visszaindult nyugatra. Kr. e. 324-ben Kraterosszal együtt azt a feladatot kapta, hogy 11500 makedón veteránt vezessen Babilonból az anyaországba, út közben azonban Kilikiában meg kellett állniuk, hogy felépítsék a Karthágó majdani meghódítását célzó flottát. Munka közben érte őket a hódító halálhíre Kr. e. 323 nyarán.

## A diadokhoszok első háborúja
Babilonban az uralkodó júniusi halálakor Perdikkasz khiliarkhosz (főminiszter) vette át a hatalmat, majd nagyjából két hónap múlva, IV. Alexandrosz születésekor megosztozott Kraterosszal a hatalmon: utóbbi lett a csecsemő, illetve az elhunyt Nagy Sándor gyengeelméjű féltestvére, Philipposz Arrhidaiosz régense, továbbá a kincstár felügyelője. Kraterosz Polüperkhónnal az oldalán a fellázadó Hellaszba sietett: a lamiai háborúként ismert konfliktus során az Athén és Aitól Szövetség által vezetett görögök Lamia városába szorították vissza az Európában hagyott makedón erők parancsnokát, Antipatroszt, aki csak a makedón flotta athéniak felett aratott győzelme után tudott kitörni, és végül a keleti erősítéssel tudott győzelmet aratni Athén felett a thesszáliai Krannónnál 322. szeptember 5-én. Ezután a poliszok többsége gyorsan meghódolt.
A hadvezérek és Perdikkasz között hamarosan konfliktus alakult ki (első diadokhoszháború). A Polüperkhón által is támogatott Antipatrosz szövetkezett Kraterosszal és több helytartóval: a trákiai Lüszimakhosszal, a phrügiai Antigonosszal és az egyiptomi Ptolemaiosszal, akikkel Anatóliára támadt Kr. e. 321-ben. A Hellészpontosz közelében seregük vereséget szenvedett Perdikkasz hívétől, Eumenész kappadókiai helytartótól, és Kraterosz is elesett a csatában – Perdikkaszt azonban egyiptomi hadjáratán megölték saját lázadó tisztjei. A konfliktust a mai Libanon területén lévő Triparadeiszoszban tartott csúcstalálkozón rendezték: Antipatrosz megmaradt az európai erők parancsnokának és ő lett a birodalom régense, míg Antigonoszt hagyta az ázsiai erők élén. Saját fiát, Kasszandroszt főminiszteri címmel ruházta fel, a királyi családot – III. Philipposzt és Eurüdiké nevű feleségét, valamint IV. Alexandroszt és anyját, a baktriai Rhóxanét – pedig magával vitte Makedóniába.

## Polüperkhón régenssége
Polüperkhón mindeközben Antipatroszt szolgálta a Makedóniában lévő erők parancsnokaként. A régens rövid időn belül, Kr. e. 319-ben meghalt, és halálos ágyán a címét szintén agg harcostársára, Polüperkhónra bízta, aki mellett fia, Kasszandrosz továbbra is khiliarkhosz maradt. Polüperkhón pozícióját azonban egyik diadokhosz sem fogadta el: Kasszandrosz, Ptolemaiosz és Antigonosz is fellázadt ellene, így kitört a második diadokhoszháború. Antigonosz csapatokat biztosított Kasszandrosznak, aki ezek élén rátámadt az európai területekre. Polüperkhón válaszul rendeletet adatott ki III. Philipposszal, amiben parancsnokká nevezte ki az Antigonosz ellen évek óta gerillahadviselést folytató Eumenészt. Az innen nyert legitimitás lehetővé tette utóbbi számára, hogy átvegye az irányítást több alakulat felett, és az egyik birodalmi kincstárat is megszerezze. Ezek birtokában Föníciába vonult, visszaverte Ptolemaiosz támadását és flottaépítésbe kezdett Kr. e. 318 tavaszán. A görög városok támogatásának megszerzése érdekében Polüperkhón bejelentette, hogy azon poliszok, ahol Antipatrosz helyőrségei állomásoztak, visszanyerik régi szabadságukat. Mindez nem bizonyolt elégségesnek: mivel Eumenész hajóhada sosem érkezett meg, az év őszén Polüperkhón saját flottája vereséget szenvedett Antigonosz hajóitól a Boszporusznál, és ennek nyomán elveszítette az Égei-tenger feletti ellenőrzést. Emellett súlyos presztízs- és erőveszteséget jelentett számára, hogy a peloponnészoszi Megalopolisz ostromával kudarcot vallott, aminek nyomán több városállam átállt ellenségei oldalára.
Kasszandrosz, aki kezdettől élvezte Pireusz kikötővárosának támogatását, magát Athént is maga mellé állította, és jóindulatú uralmával a többi hellén polisz támogatását is megszerezte. Kr. e. 317-re egész Hellasz és Makedónia Kasszandrosz kezébe került. Az idős hadvezér gyermekkirállyal és annak anyjával, Rhóxanéval, valamint Nagy Sándor befolyásos nagyanyjával, Olümpiasszal Épeiroszba húzódott vissza, míg tavasszal Kasszandroszt III. Philipposz régensének ismerte el annak felesége, Eurüdiké. Aiakidész épeiroszi király, Olümpiasz rokona is melléjük állt. Októberben, amikor Kasszandrosz a Peloponnészoszon hadakozott, Polüperkhón seregei Makedóniára törtek. III. Philipposz és Eurüdiké ellenük indult, ám a makedón–épeiroszi határvidéken vívott csatában erőik tömegesen álltak át a támadók oldalára. Olümpiasz a csatát követően kivégeztette Philipposzt és öngyilkosságra kényszerítette feleségét. Kasszandrosz csak a következő évben érkezett vissza, ekkor Püdna városában ostrom alá vette Olümpiasz erőit. Polüperkhón és Aiakidész egyaránt hiába próbálta felmenteni a várost, az végül elesett, Kasszandrosz pedig a hadsereg ítélete alapján kivégeztette az anyakirálynét. 

## A harmadik diadokhoszháború és az utolsó évek
Püdna bevételekor IV. Alexandrosz és Rhóxané is Kasszandrosz kezébe került. Polüperkhón szinte teljesen eljelentéktelenedett, bár egyes peloponnészoszi területek továbbra is kitartottak mellette. Szerencséjére Antigonosz időközben túlzottan megerősödött: Eumenész legyőzésével az Égei-tengertől az indiai határvidékig terjedő birodalom ura lett. Ez aggasztotta kortársait, így Kasszandrosz és Ptolemaiosz összefogott ellene (harmadik diadokhoszháború) – Antigonosz pedig Polüperkhónnak küldött anyagi támogatást, cserébe megkapta tőle az immár valós tartalommal nem bíró régensi címet, Antigonosz tisztjeként szolgált tovább. Kasszandrosz megtisztelőbb ajánlatot tett neki, ám ezt nem fogadta el, inkább tovább hadakozott Antigonosz nevében. Alexandrosz nevű fia átállt volna, de gyilkosság áldozata lett; az ő özvegye, Kratészipolisz viszont sikeresen tartotta Sziküónt és Korinthoszt Antigonosz és Polüperkhón nevében. Kitartásuk eredményeképpen Kr. e. 313-ra a Peloponnészosz zöme hátat fordított Kasszandrosznak, és átállt hozzájuk. A diadokhoszok Kr. e. 311-ben kötöttek békét, elismerve egymás uralmát és megállapodva abban, hogy Kr. e. 305-ben, nagykorúvá válva IV. Alexandrosz kapja meg a trónt.
Kasszandrosz úgy döntött, nem várja meg Alexandrosz nagykorúságát, inkább megölette anyjával együtt. Emiatt Kr. e. 310-ben újra fellángolt a háború. Antigonosz, hogy nyomást gyakoroljon ellenfelére, Nagy Sándor egy törvénytelen fiát, Héraklészt küldte Polüperkhónhoz annak anyjával, Barszinével együtt. Az öreg hadvezér nem sokáig állt ki mellettük: Kasszandrosz sikeresen átállította, ennek nyomán kivégeztette a fiút és anyját (Kr. e. 309). Kr. e. 308-ban Kratészipolisz, Polüperkhón menye átjátszotta Korinthoszt és Sziküónt Ptolemaiosz kezére, Kr. e. 307-ben pedig Démétriosz váratlanul meghódította Athént. A Hellaszból kiszorult Kasszandrosz Makedóniából küzdött tovább Démétriosz ellen, Polüperkhón pedig továbbra is meg tudott őrizni egyes peloponnészészi területeket saját fennhatósága alatt. Utoljára Kr. e. 304-ből származik róla információ, nem sokkal ezután halt meg, több mint kilencven éves korában.